# South Pittsburg (Tennessee)
South Pittsburg es una ciudad ubicada en el condado de Marion en el estado estadounidense de Tennessee. En el Censo de 2010 tenía una población de 2.992 habitantes y una densidad poblacional de 192,63 personas por km².

## Geografía
South Pittsburg se encuentra ubicada en las coordenadas 35°0′57″N 85°42′45″O / 35.01583, -85.71250. Según la Oficina del Censo de los Estados Unidos, South Pittsburg tiene una superficie total de 15.53 km², de la cual 15.53 km² corresponden a tierra firme y (0%) 0 km² es agua.

## Demografía
Según el censo de 2010, había 2.992 personas residiendo en South Pittsburg. La densidad de población era de 192,63 hab./km². De los 2.992 habitantes, South Pittsburg estaba compuesto por el 80.35% blancos, el 16.58% eran afroamericanos, el 0.37% eran amerindios, el 0.1% eran asiáticos, el 0% eran isleños del Pacífico, el 0.43% eran de otras razas y el 2.17% pertenecían a dos o más razas. Del total de la población el 1.57% eran hispanos o latinos de cualquier raza.